# Kristina Thulin
Kristina Thulin, född 1967, är en svensk journalist, tv-producent och författare. 
Kristina Thulin är sedan 1994 anställd på TV4, där hon arbetar som redaktör och reporter på Nyheterna. Hon var en av reportrarna på samhällsprogrammet Drevet, har varit producent för debattprogrammet Kvällsöppet och har gjort reportage för Kalla Fakta samt producerat dokumentärerna En skräddarsydd lillasyster som sändes i TV4 2009 och Livet efter flodvågen som visades i TV4 december 2014.
Hon har varit producent för SR:s Kulturnytt och var redaktör för tidningen Frihet 1990–1993.
Kristina Thulin är, tillsammans med Jenny Strömstedt, författare till böckerna X-märkt - Flickornas guide till verkligen (Rabén & Sjögren 1997), Bimbobakslaget (Tiden 1999) och Längta barn (Albert Bonniers förlag 2004) samt har medverkat i antologierna Uppdrag Mamma (Albert Bonniers förlag 2002) och Uppdrag Familj (Albert Bonniers förlag 2005). 2008 kom hennes och Strömstedts debutroman Vi som hade alla rätt (Wahlström & Widstrand). 
2014 utkom hon med antologin Kerstin Thorvall bookclub eller Det mest förbjudna 2.0 (Wahlström & Widstrand).
På 90-talet deltog Thulin i flera debatter om jämlikhet och feminism, bland annat om Fröken Sverige-tävlingen.